# Јутика (Канзас)
Јутика (енгл. Utica) град је у америчкој савезној држави Канзас.

## Демографија
По попису из 2010. године број становника је 158, што је 65 (-29,1%) становника мање него 2000. године.
| Група             | 2000.       | 2010.       |
| Белци             | 220 (98,7%) | 151 (95,6%) |
| Афроамериканци    | 0 (0,0%)    | 1 (0,6%)    |
| Азијати           | 0 (0,0%)    | 1 (0,6%)    |
| Хиспаноамериканци | 1 (0,4%)    | 2 (1,3%)    |
| Укупно            | 223         | 158         |